# Смілка (річка)
Смолка  — річка в Україні, у межах Шепетівського району Хмельницької області та Звягельського району Житомирської області. Ліва притока Случі (басейн Прип'яті).

## Опис
Довжина Смілки 71 км, площа басейну 646 км². Долина терасована, завширшки до 2—3 км. Заплава на окремих ділянках заболочена. Річище звивисте, пересічна ширина його у нижній течії 20—25 м, глибина до 1,5—1,7 м. Похил річки 0,82 м/км. На річці є чимало ставків.

## Розташування
Бере початок із заболоченої балки на захід від села Буртина. Тече спочатку на північ, потім на північний схід, далі круто повертає на північний захід. На південній околиці міста Звягеля знову круто повертає на схід і впадає до Случі на півночі мікрорайону Смолки, що в Звягелі.
Найбільші притоки: Лизнівка (ліва); Хмелівка, Новачка, Свинобичка, Середня, Зеремлянка (праві).